# Venkman

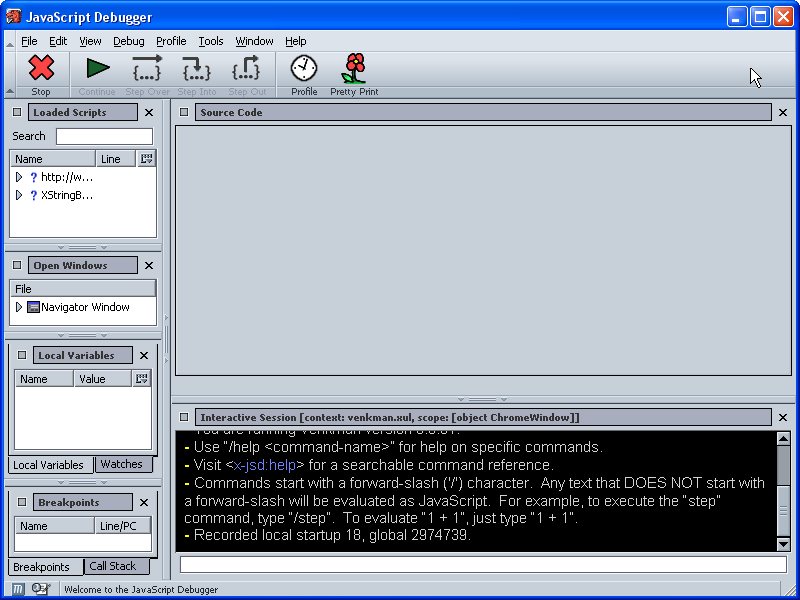
Venkman em funcionamento

Venkman é um depurador em JavaScript. Faz parte do Mozilla Application Suite. Ele também está disponível como uma extensão do Mozilla Firefox. Venkman recebe este nome pelo Dr. Peter Venkman interpretado por Bill Murray nos filmes Ghostbusters e Ghostbusters II.